# Hercules furens

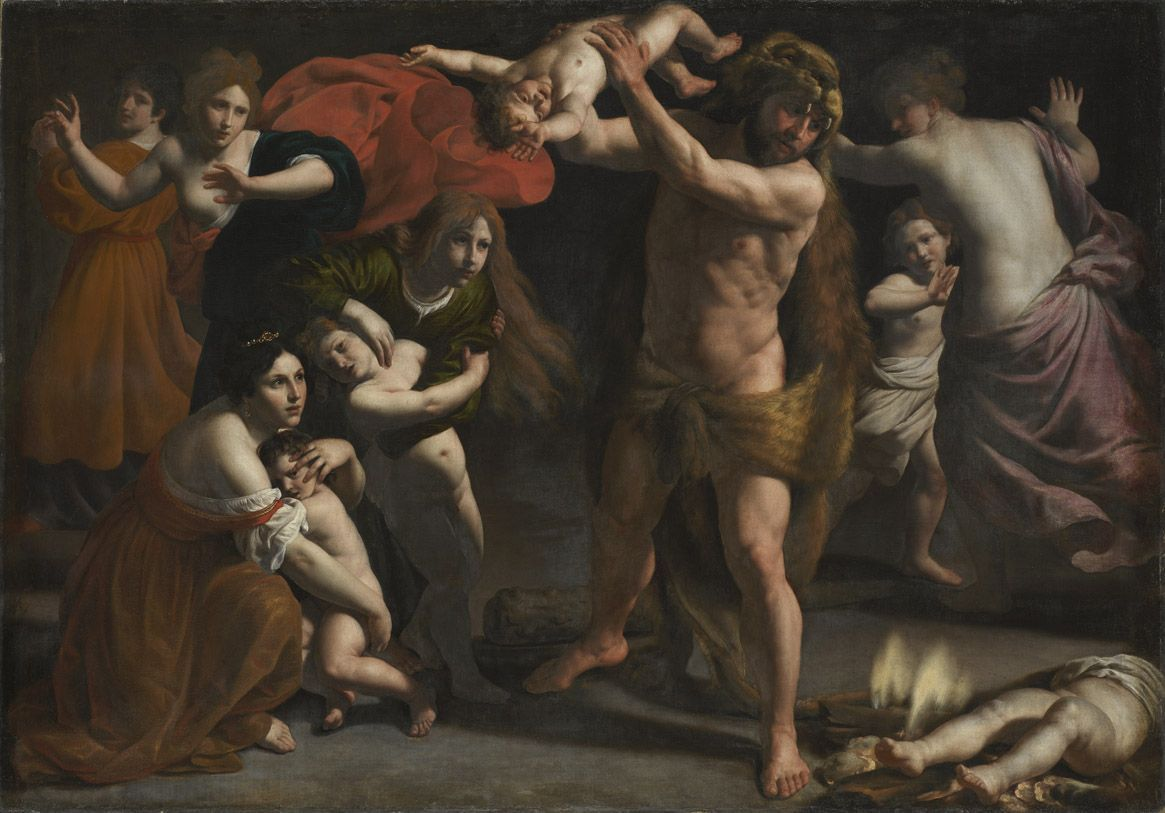
L’Orbetto: Der rasende Herkules, Bayerische Staatsgemäldesammlungen

Hercules furens, deutsch Der rasende Herkules, ist eine Tragödie des Lucius Annaeus Seneca.

## Übersicht

### Personen
- Hercules
- Lycus, ein Tyrann
- Amphitryon, Vater des Hercules
- Iuno, Frau und Schwester Iupiters
- Theseus, König von Athen, Freund des Herkules
- Megara, Herkules’ Frau
- Chor der Thebaner

### Ort der Handlung
Die Geschichte spielt in Theben, Griechenland.

## Handlung

### Akt I
- Den Prolog übernimmt Iuno, die von Iupiter immer wieder betrogene Göttermutter. Sie ist sehr schlechter Stimmung: einmal hat sie wegen des ehebrecherischen Verhaltens Iupiters den Olymp verlassen, zum anderen machen sie die Taten des thebanischen Heroen Hercules zornig und wütend. Rache will sie, jedoch merkt sie, dass langsam der Vorrat an mythischen Ungeheuern aufgebraucht ist. Schließlich gibt sie zu, dass eine Planänderung besser wäre. Siegreich soll er heimkommen und seine Familie sehen. Dann allerdings soll er selber rasend seine Kinder töten. Nach diesem Verbrechen könne dann sein Vater Iupiter ihn in den Himmel aufnehmen.[1]
- Der Chor beobachtet den nahenden Tag mit seinen Erscheinungen. Die Menschheit dagegen genieße nicht den Augenblick, sondern ergehe sich blind in falschen Tätigkeiten. Auch der Alcide Hercules werde nicht seinem Schicksal entgehen. Dann sieht er Megara mit ihren Kindern kommen.[2]

### Akt II
- Megara bittet Iupiter, endlich ihre Qualen zu beenden. Wie lange habe sie Hercules nicht mehr gesehen? Unzählige Taten habe er wegen Iunos Hass vollbringen müssen. Seit langer Zeit sei er daher abwesend, während sich nun Lycus als Tyrann an die Macht geputscht habe. Hercules Rückkehr sei nun überfällig. Amphytryon versucht sie zu trösten, doch Megara gibt sich ganz ihrem Kummer hin.[3]
- Der Tyrann Lycus erscheint und offenbart in einem Monolog seinen Plan, Megara zu heiraten, um seine Herrschaft zu legitimieren. Mit diesem Wunsch wendet er sich im Beisein von Amphitryon an Megara, die aber standhaft trotz massiver Drohungen immer wieder ablehnt. Amphitryon versucht zu helfen, indem er Lycus davon zu überzeugen sucht, dass Hercules' wahrer Vater Iupiter selbst sei, was man auch an Iunos Hass erkennen könne. Lycus bleibt hartnäckig und fordert voller Hybris die Hand von Megara, die höchst empört ist. Als Reaktion lässt Lycus einen Scheiterhaufen für Megara und ihre Kinder aufschichten. Als Amphitryon sich im Gebet an die Götter um Rettung wendet, spürt er eine Erschütterung des Bodens und verkündet die Rückkehr Hercules'.[4]

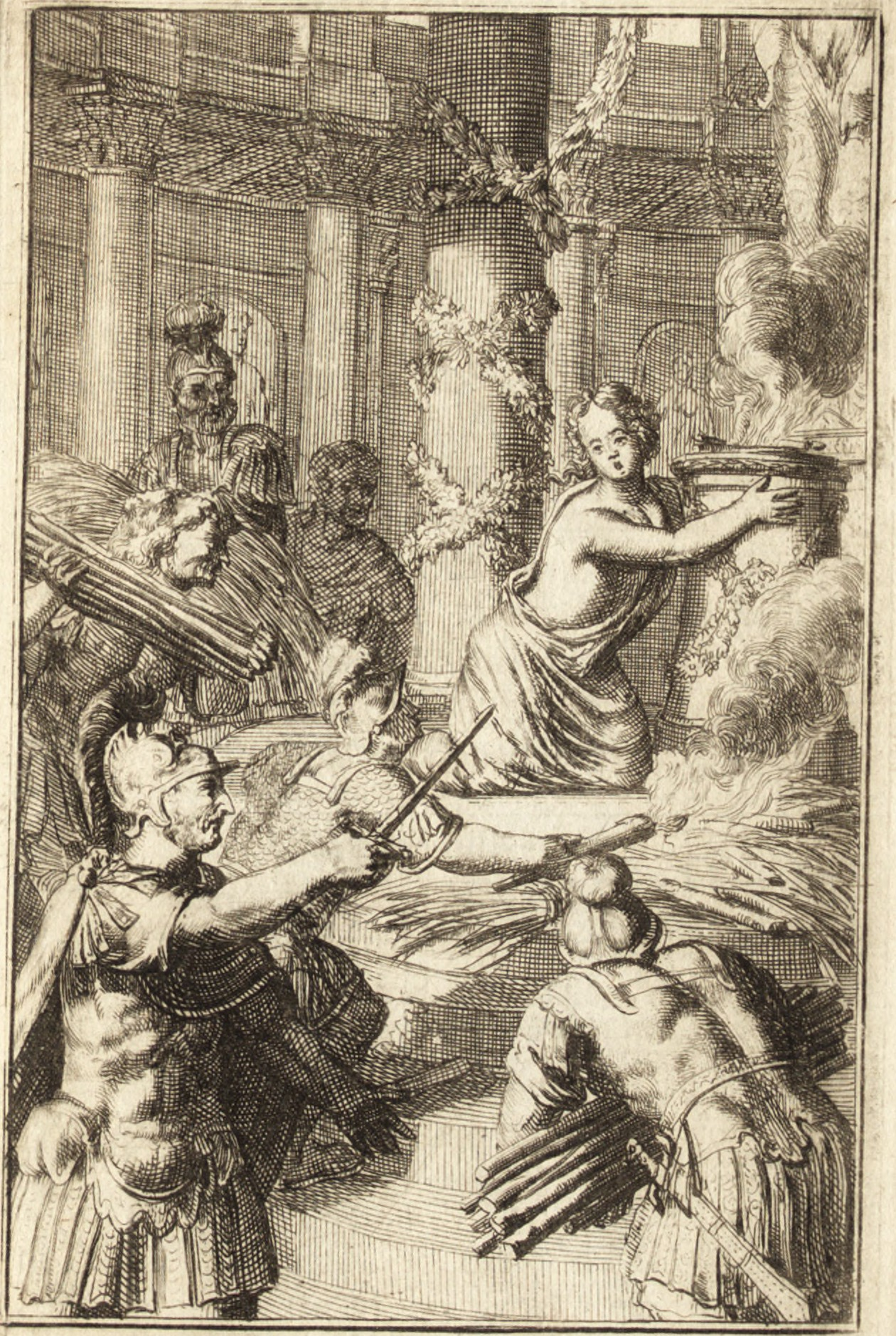
Megara als Ziel des aggressiven Lycus

- Der Chor beklagt das ungleiche Schicksal von Eurystheus, der nur vom Glück beschenkt wird, und Hercules, der ständig um sein Schicksal kämpfen muss. Warum sei er auch noch in die Unterwelt gegangen? Sprengen soll er die Unterwelt und endlich zurückkehren. So wie Eurydike die Herrscher der Unterwelt für sich gewann, so solle jetzt Heldengewalt das Schicksal bezwingen.[5]

### Akt III
- Erster Auftritt Hercules' mit Theseus. Hercules bittet Phöbus Apoll um Verzeihung für sein Tun. Er hatte Cerberus aus dem Hades an die Erdoberfläche gezwungen und damit die Macht des Todes verspottet. Wieder war ein von Juno inspirierter Auftrag des Eurystheus gescheitert. Da entdeckt er seine lange vermisste Familie am Altar, umgeben von der Soldateska des Lycus.[6]
- Amphitryon stürzt voller Freude auf ihn zu und umarmt ihn. Hercules, verblüfft über die Trauerkleidung der Familie, erfährt vom Putsch des Lycus und lässt sich nicht aufhalten, gegen Lycus zu kämpfen.[7]
- Theseus beruhigt Megara und Amphitryon in Erwartung eines sicheren Sieges des Hercules. Amphitryon drängt Theseus, von den Heldentaten in der Unterwelt zu erzählen. Unerhörtes spricht Theseus aus: Im Reich des Todes selbst war Hercules nicht aufzuhalten, Charon musste ihn über den Styx rudern, auf der anderen Seite kämpfte er Cerberus nieder und zwang ihn mit Theseus' Hilfe widernatürlich an die Erdoberfläche. Schon kommt jubelnd das Volk von Theben.[8]

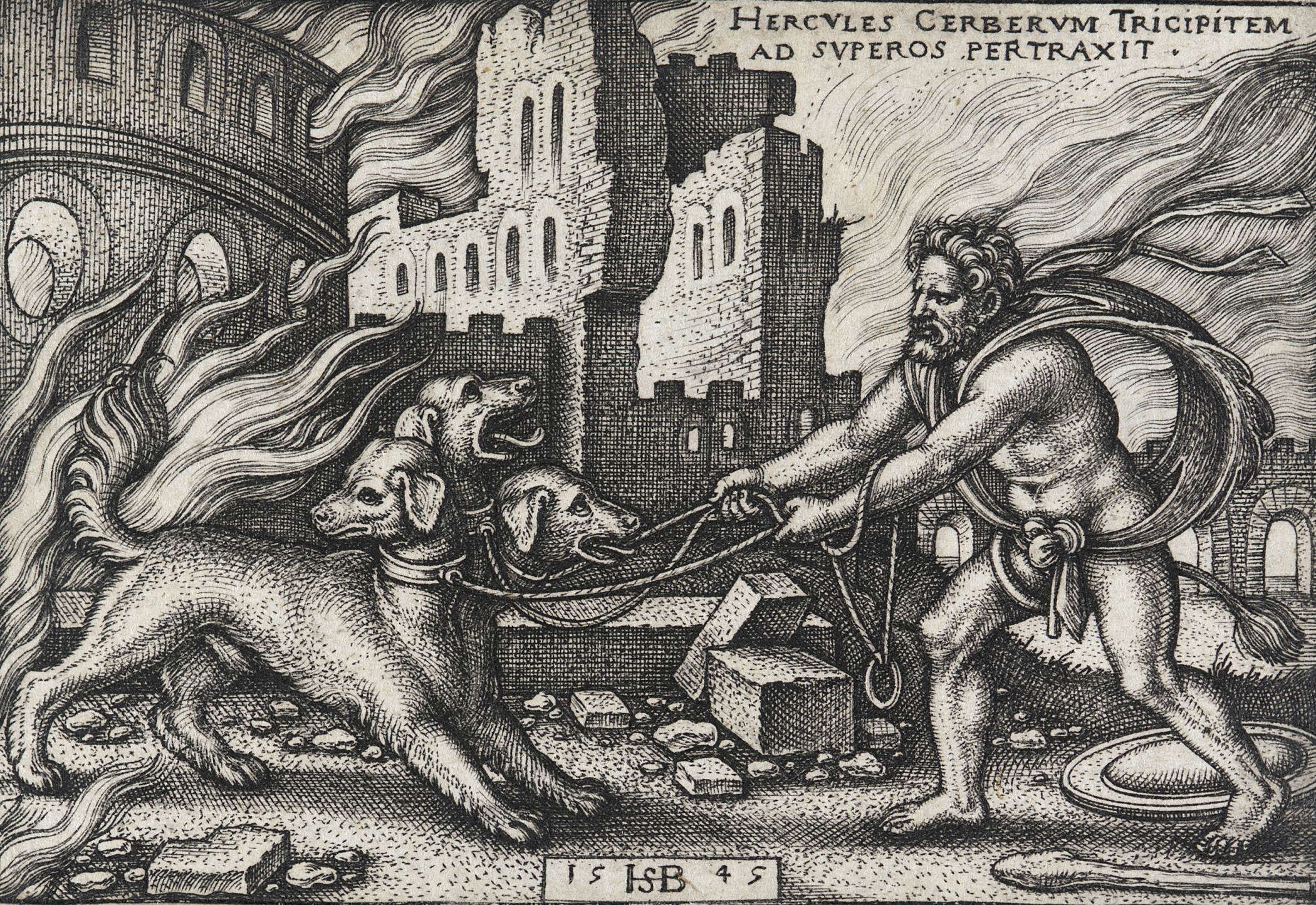
Hercules zwingt Cerberus an die Erdoberfläche, Hans Sebald Beham

- Der Chor hebt auch das Ungeheuerliche des letzten Auftrages Iunos hervor. Doch jetzt sei der Tag des Dankes für Theben angebrochen, Opfer sollen dargebracht werden. Der Frieden sei durch Hercules' Mut zurückgekehrt.[9]

### Akt IV
- Nach der Abrechnung mit Lycus bringt Hercules noch mit blutigen Händen Iupiter, Pallas Athene, Apoll und Diana Dankopfer. Diener helfen ihm. Amphitryon mahnt zum Einhalten der Opferriten, doch Hercules besteht eigensinnig auf seiner Version. Ewigen Frieden wünscht er sich, kein Tyrann solle mehr in grausamer Willkür herrschen. Da fängt er an, Zeichen der Verwirrung von sich zu geben.[10] Für Hercules verfinstert sich der Tag, und er sieht Wahngespinste. Amphitryon erkennt, dass Hercules sich im Wahn verliert. Aber er kann ihn nicht aufhalten. Hercules, ganz im Wahn, erkennt seine Umwelt nicht mehr und macht rasend Jagd auf Frau und Kinder. Danach verfällt er erschöpft in einen tiefen Schlaf.[11]
- Der Chor zeigt seine Erschütterung und bittet die Götter um Heilung des Hercules. Seine Heroenwaffen sollen jetzt einem schmerzenden Sühnen dienen, während Frau und Kinder in den Hades müssen.[12]

### Akt V
- Hercules erwacht aus seinem Wahn und versucht, sich zu orientieren. Um sich herum sieht er entsetzt die Leichen, sucht seine Familie. Er bemerkt das Fehlen seiner Waffen. Schließlich erblickt er die Leichen seiner Frau und Kinder und will sie rächen. Er wendet sich Amphitryon und Theseus zu, die erschüttert ihr Haupt verhüllen. Als Hercules Amphitryon direkt nach dem Geschehenen fragt, verweigert er die Auskunft. Schließlich reimt sich Hercules mit Blick auf seine blutigen Hände alles zusammen und fordert seine Waffen, um sich zu entleiben.[13] Theseus und Amphitryon versuchen, ihn von seinem Vorhaben abzubringen, indem sie seine durch den Wahnsinn getrübten Sinne als Entschuldigung vorbringen. Doch Hercules bleibt bei seinem Plan zum Selbstmord als gerechte Strafe. Erst als Amphitryon sich mit einem Pfeil zu töten droht, lässt er von seiner Intention ab. Doch Hercules sieht sein Verbrechen klar und bittet schließlich Theseus um Hilfe. Der bietet ihm in Athen Asyl und die Möglichkeit, sich zu entsühnen.[14]

## Literarische Vorlagen
Euripides (altgriechisch Εὐριπίδης) hat eine Tragödie mit dem Namen Herakles (altgriechisch Ήρακλης) geschrieben. Insgesamt hat Seneca mindestens fünf Stücke nach Euripides verfasst und sich damit in die Tradition des Hellenismus und der römischen Konventionen gestellt. Zum Tragen kommt bei Euripides auch etwas, was Seneca überzeugte: Mythos und Religion trennen sich, menschliche Vernunft ermöglicht, die mythischen Götter und Göttinnen zu kritisieren. Christiane Reitz versucht es auf diese Formel zu bringen: „Was er anstrebt, sind Psychogramme. In den Dramenhandlungen blickt der Zuschauer und Leser in Abgründe, er erhält den Blick auf das im Handlungsverlauf unvermeidbare Böse, ohne dass Lösungen angeboten würden.“

## Datierung
Eine Datierung der Tragödie ist nur schwer möglich. Man weiß von keinen antiken Aufführungen anlässlich irgendwelcher Feste.
Allerdings datiert das Archive of Performances of Greek And Roman Drama der Universität Oxford unter Berufung auf John G. Fitch Herkules auf kurz vor 54 n. Chr., da Senecas Apokolokyntosis darauf rekurriert.

## Aufführungsgeschichte
Kaiser Nero hatte eine gewisse Vorliebe für dramatische Stoffe. Der Schriftsteller Sueton beschreibt, dass Nero in verschiedenen virtuosen Einzelszenen aufgetreten sei, u. a. in einem Hercules insanus. Nicht belegt ist, dass es sich wirklich um die Seneca-Version gehandelt habe. 
Das Archive of Performances of Greek And Roman Drama der Universität Oxford hat zwischen 1549 und 1996 7 Aufführungen belegen können. 2022 unternahm der tschechische Regisseur und Nicht-Latinist Roman Gombarček auf der Grundlage einer modernen Übersetzung ins Tschechische den Versuch, Hercules Furens auf die heutige Bühne zu bringen. Er wurde mit seiner Inszenierung nach Hamburg eingeladen, um das Stück im Rahmen des Körber Studios Junge Regie 2022 aufzuführen. Damit stellte sich das alte Problem, ob die Dramen des Seneca aufführbar oder reine Lesestücke seien, neu. Gombarček hat dem Thema neue Bedeutung abgewonnen und zur Debatte anregende Gedanken beigetragen: „Die Inszenierung „Hercules Furens“ („Der rasende Herkules“) ist ein Versuch, mit dem monologisch-dramatischen Text des antiken Autors und Philosophen Seneca in Kontakt zu treten. Aus dramaturgischer Sicht nutzt die Inszenierung die offensichtlichen Schwächen des Textes (Monologizität) als Stärke und nähert sich ihnen konzeptionell an. Der formale Aspekt des Textes wird somit bis zu einem gewissen Grad zur eigentlichen Botschaft der Inszenierung. Neben der Monologizität, die die Einsamkeit der Figuren und den Wahnsinn des Herkules selbst thematisiert, eröffnet die Inszenierung Themenfelder wie das Überschreiten von Grenzen des menschlichen Körpers, Romantisierung des Todes, Gewalt oder die Bedeutung des Heldentums heute.“

## Textausgaben (Auswahl)
- Seneca: Hercules I (Furens). In: Seneca: Tragoediae (Hrsg.: Gustav Richter, Rudolf Peiper). Teubner-Verlag,  Leipzig 1902, S. 1–48.
- Seneca: Hercules. In: Seneca: Tragoedia (Hrsg.: Otto Zwierlein). Oxford: Clarendon Press, Oxford 1986.
- Seneca: Tragedies (Hrsg.: John G. Fitch), Volume I: Hercules. Trojan Women. Phoenician Women. Medea. Phaedra. Harvard University Press, Loeb Classical Library, Cambridge, MA 2002.
- Seneca: Hercules (Hrsg.: Anthony J. Boyle). Oxford University Press, Oxford 2023, ISBN 9780198856948.

## Übersetzungen
Deutsch
- Seneca, Der rasende Hercules, (Hrsg. Karl-Maria Guth, übers. von Wenzel Alois Swoboda), Hofenberg, Berlin 2015.

Englisch
- Seneca, Six Tragedies, (Hrsg.: Emily Wilson), Oxford University Press, Oxford 2010, S. 139–177.